# Савинка (Акмолинская область)
Са́винка (каз. Савинка) — село в Бурабайском районе Акмолинской области Казахстана. Входит в состав Златопольского сельского округа. Код КАТО — 117051500.

## География
Село расположено в южной части района, на расстоянии примерно 23 километров (по прямой) к юго-западу от административного центра района — города Щучинск, в 6 километрах к западу от административного центра сельского округа — села Златополье.
Абсолютная высота — 392 метров над уровнем моря.
Ближайшие населённые пункты: село Златополье — на северо-востоке, село Сотниковка — на востоке, село Обалы — на юго-западе.

## Население
В 1989 году население села составляло 574 человек (из них русские — 38%, казахи — 32%, немцы — 20%).
В 1999 году население села составляло 465 человек (224 мужчины и 241 женщина). По данным переписи 2009 года, в селе проживало 428 человек (223 мужчины и 205 женщин).
| Численность населения | Численность населения | Численность населения |
| 1989                  | 1999                  | 2009                  |
| --------------------- | --------------------- | --------------------- |
| 574                   | ↘465                  | ↘428                  |

## Улицы[5]
- ул. Заречная
- ул. Мира
- ул. Подлесная
- ул. Рабочая
- ул. Садовая
- ул. Центральная
- ул. Школьная